# Time Like This
Time Like This ist ein Jazzalbum des Michael Formanek Elusion Quartet. Die am 14. Februar 2018 im Octaven Audio Studio in Mount Vernon, New York State, entstandenen Aufnahmen erschienen am 19. Oktober 2018 auf Intakt Records.

## Hintergrund
Der Bassist Michael Formanek habe sich in den 2010er-Jahren sowohl als zukunftsweisender Bandleader als auch als Sideman zu einem festen Bestandteil der New Yorker Szene entwickelt, notierte John Sharpe. Seine beiden Alben für ECM, die er mit kleinen Gruppen eingespielt hatte, The Rub and Spare Change (2010) und Small Places (2012), beide mit Tim Berne, Craig Taborn und Gerald Cleaver, wurden von der Kritik gefeiert. Für das Album Time Like This änderte er die Besetzung, um eine direktere Verbindung zu Emotionen zu suchen. Er wählte für sein Elusion-Quartett den Saxophonisten Tony Malaby, die Pianistin Kris Davis und Ches Smith am Schlagzeug und am Tanbou, einer haitianischen Batá-Trommel.

## Titelliste

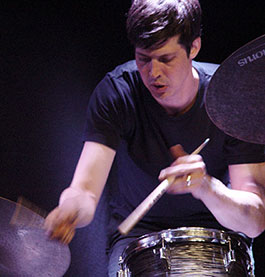
Ches Smith 2014

- Michael Formanek Elusion Quartet: Time Like This (ntakt CD 313)[2]

1. Down 8 Up 5 9:14
2. Culture of None 6:27
3. A Fine Mess 6:22
4. This May Get Ugly 11:53
5. The Soul Goodbye 9:35
6. That Was Then 5:47
7. The New Normal 9:22

Alle Kompositionen stammen von Michael Formanek.

## Rezeption
Nach Ansicht von Glenn Astarita, der das Album in All About Jazz rezensierte, habe Michael Formanek Absicht, „eine direktere Verbindung zu Emotionen“ anzustreben, zweifellos als Strategie der Musiker funktioniert, da ihre scharfen Kontraste und ihr hohes Maß an Kommunikation kumulative Effekte erzeuge, ohne verschwendete Töne oder ablenkende Soloaktivitäten. Unnötig zu erwähnen, dass Formaneks beneidenswerte Leistung am Bass ein zentraler Motivations-Exponent sei. Er herrsche auch über die komplexen, aber schlagkräftigen unisono gemessenen Chorusse des Saxophonisten Tony Malaby und der Pianistin Kris Davis. In der Summe kommt das Quartett dem Anlass entgegen, resümiert Astarita, zusammen mit polygonalen Liedformen, rasenden Unterströmungen und tiefempfundenen Improvisationsleistungen.

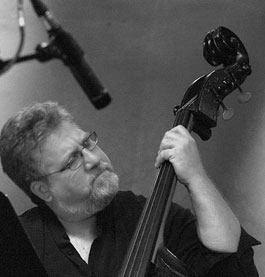
Michael Formanek

Ebenfalls in All About Jazz schrieb John Sharpe, was gegenüber den Vorgängeralben gleich bleibe, sei die Aufmerksamkeit, die Formanek seinen sorgfältig ausgearbeiteten Orchestrierungen widme, die durch detailreiche Interpretationen des Quartetts vollendet würden. Im Zentrum der Musik stünden Formaneks Gesamtarrangements, die oft subtil und gemessen sind. Jeder der Musiker stelle seine Talente in den Dienst der Musik. Der sparsame lyrische Stil und der lebhafte Antrieb des Bandleaders würden die Gruppe antreiben, so Sharpe, weiter, am offensichtlichsten auf dem energiegeladenen „That Was Then“, das von einer Reihe ineinandergreifender Riffs angetrieben wird, die es Smith dennoch ermöglichen, sich in einer Kaskade taumelnder Farben zu lösen. Trotz der unterschiedlichen Besetzung und des etwas freizügigeren Ansatzes behalte das Set viele Ähnlichkeiten mit seinen ECM-Alben bei, was vor allem darin bestehe, dass das Programm von Anfang bis Ende läuft.
Dave Cantor schrieb im Down Beat, die Musik vermittle „ein benommenes Gefühl“; es sei nicht so wie „eine atemberaubende Vergiftung“, sondern eher wie eine ruhige, aber ungezügelte Kreativität, die diese acht Melodien von Abschnitt zu Abschnitt zu verschieben scheint. Dass dies alles ohne ausgelassene Theatralik erreicht werde, spreche nicht nur für die kompositorische Meisterschaft hinter Time Like This, sondern auch für die Fähigkeit dieser Spieler, Formaneks Vision zu befördern und gleichzeitig ihre individuellen Klangpersönlichkeiten beizubehalten.
Ebenfalls im Down Beat schrieb Howard Mandel, dass Musik die Gegenwart widerspiegle – öffentliche Ereignisse und private Reaktionen gleichermaßen –, sei eine Jazz-Binsenweisheit, und Time Like This veranschauliche die dunklen, existenziellen Ängste, die [zu Beginn von Trumps Präsidentschaft] in so vielen Bereichen aufkämen. Tony Malaby, Kris Davis und Ches Smith würden sich mit dem erfahrenen Bassisten mit lebhaften Ausdrucksformen von Trauer, Besorgnis, Fulmination, Zusammenarbeit und Widerstand verbinden. Diese Gefühle, die nur durch Songtitel angedeutet werden, kämen deutlich zum Ausdruck, so der Autor. Der organische Zusammenhalt der Band sei bemerkenswert; alle vier Spieler trügen zur intimen und orchestralen Natur ihrer Gruppe bei.